# Optioservus trivittatus
Optioservus trivittatus là một loài bọ cánh cứng trong họ Elmidae. Loài này được Brown miêu tả khoa học năm 1930.